# Oeclidius trinitatis
Oeclidius trinitatis är en insektsart som beskrevs av Myers 1928. Oeclidius trinitatis ingår i släktet Oeclidius och familjen Kinnaridae. Inga underarter finns listade i Catalogue of Life.